# Cephalaria gigantea
Cephalaria gigantea là một loài thực vật có hoa trong họ Kim ngân. Loài này được (Ledeb.) Bobrov mô tả khoa học đầu tiên năm 1932.

## Hình ảnh

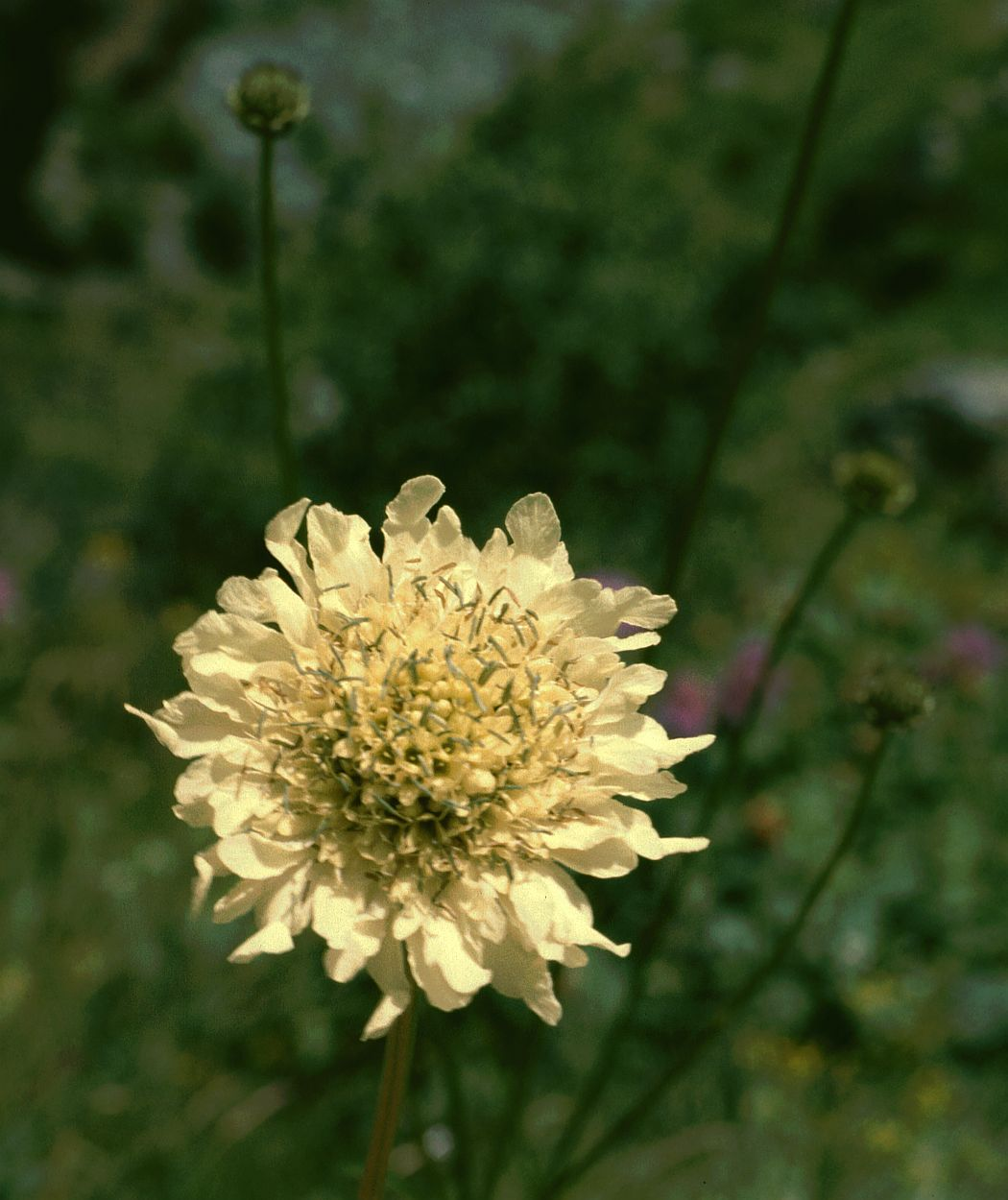
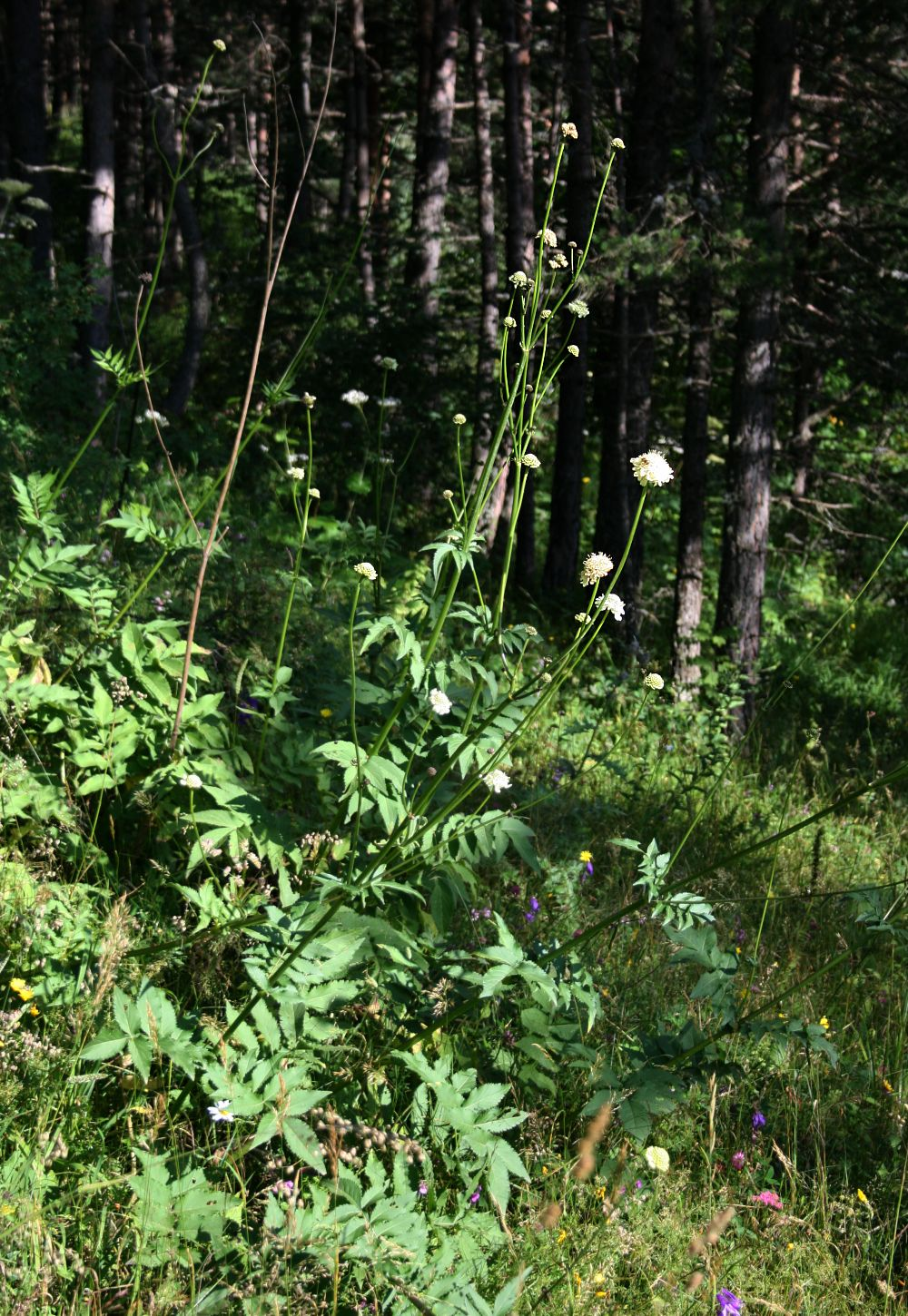
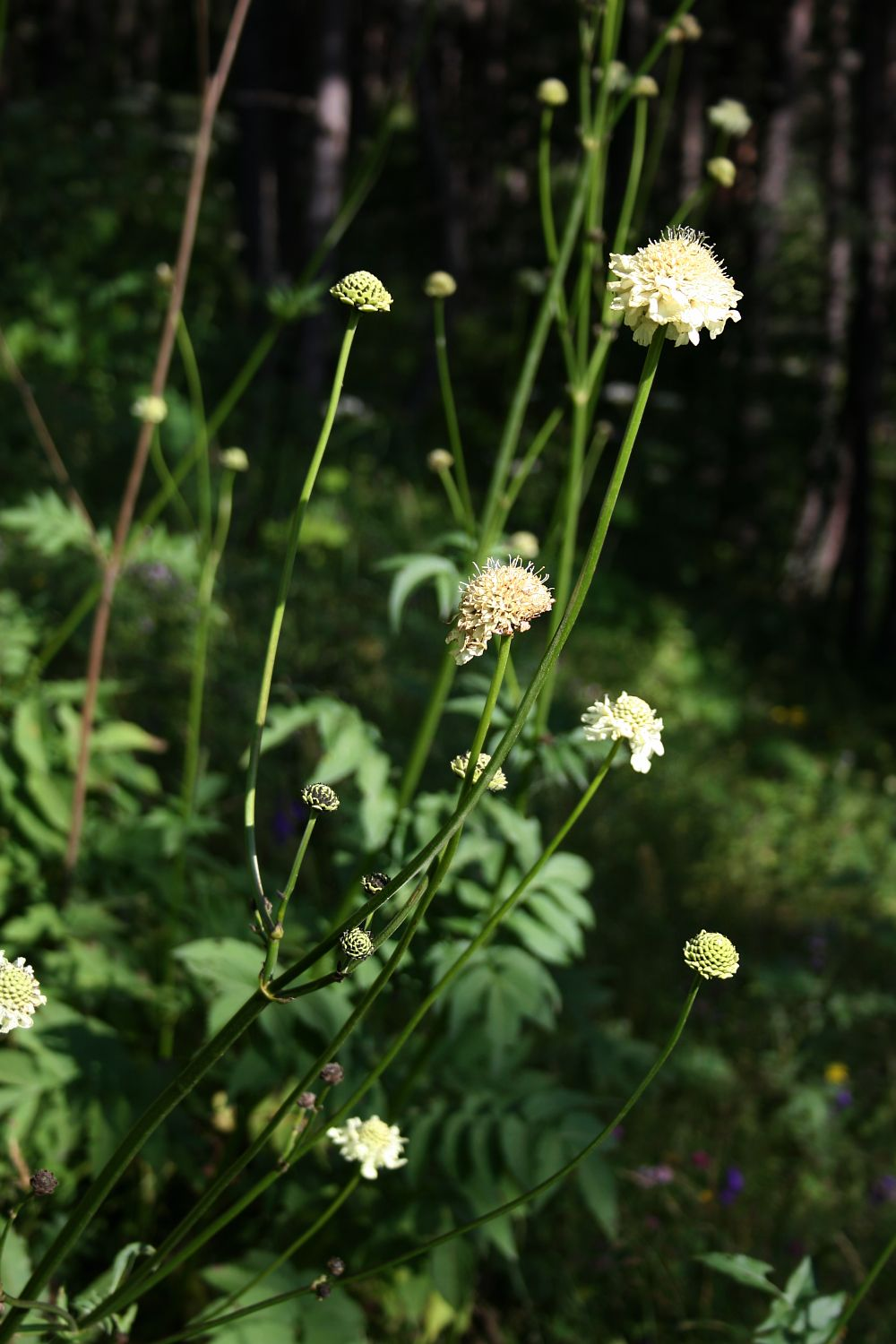
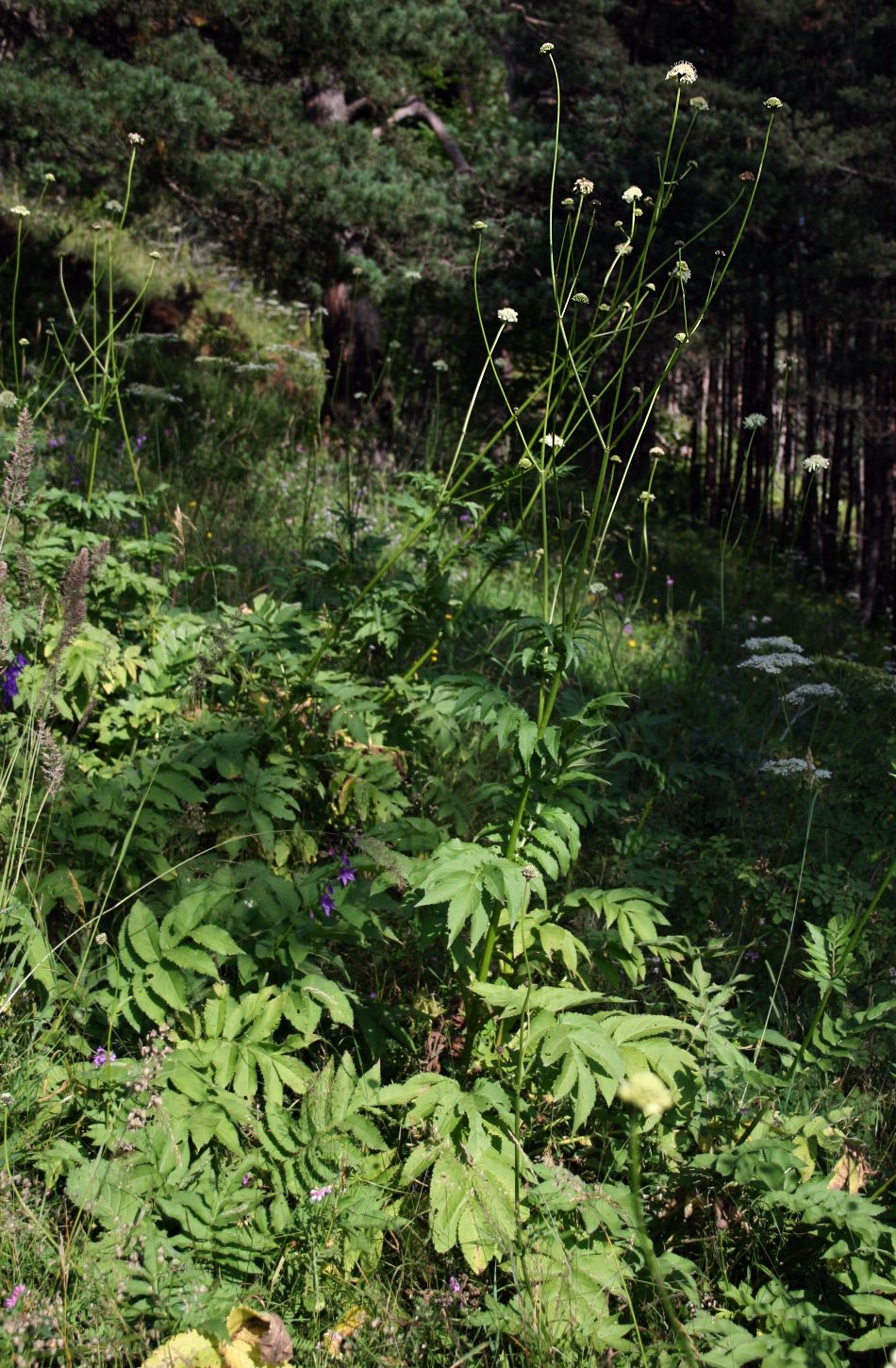